# Puccinia graminella
Puccinia graminella ist eine Ständerpilzart aus der Ordnung der Rostpilze (Pucciniales). Der Pilz ist ein Endoparasit der Süßgrasgattungen Nassella, Stipa und Piptochaetium. Symptome des Befalls durch die Art sind Rostflecken und Pusteln auf den Blattoberflächen der Wirtspflanzen. Sie ist in weiten Teilen Amerikas verbreitet.

## Merkmale
Puccinia graminella ist mit bloßem Auge nur anhand der auf der Oberfläche des Wirtes hervortretenden Sporenlager zu erkennen. Sie wachsen in Nestern, die als gelbliche bis braune Flecken und Pusteln auf den Blattoberflächen erscheinen.
Das Myzel von Puccinia graminella wächst wie bei allen Puccinia-Arten interzellulär und bildet Saugfäden, die in das Speichergewebe des Wirtes wachsen. Die weißlichen bis gelblichen Aecien der Art wachsen oberseitig auf den Wirtsblättern und sind zylindrisch oder zungenförmig. Sie besitzen 22–25 × 20–23 µm große, meist kugelige Aeciosporen mit runzliger Oberfläche. Die blattoberseitig wachsenden Telien der Art sind dunkelbraun, pulverig und bis zu 3 mm lang. Sie wachsen in Reihen und fließen oft in bis zu 5 mm langen Strichen zusammen. Die goldenen bis kastanienbraunen Teliosporen sind zweizellig, breit- bis langellipsoid und 37–56 × 24–30 µm groß. Ihre Stiele sind farblos bis gelblich und bis zu 200 µm lang.

## Verbreitung
Das bekannte Verbreitungsgebiet von Puccinia graminella erstreckt sich vom westlichen und südlichen Südamerika bis nach Kalifornien.

## Ökologie
Die Wirtspflanzen von Puccinia graminella sind für den Haplonten wie für den Dikaryonten sind Nassella chilensis, Piptochaetium panicoides sowie verschiedene Federgräser (Stipa spp.). Der Pilz ernährt sich von den im Speichergewebe der Pflanzen vorhandenen Nährstoffen, seine Sporenlager brechen später durch die Blattoberfläche und setzen Sporen frei. Die Art verfügt über einen Entwicklungszyklus mit Telien, Aecien und Spermogonien und macht einen Wirtswechsel durch.